# USS LST-417
O USS LST-417 foi um navio de guerra norte-americano da classe LST que operou durante a Segunda Guerra Mundial.